# زبان فارسی در کردستان عراق

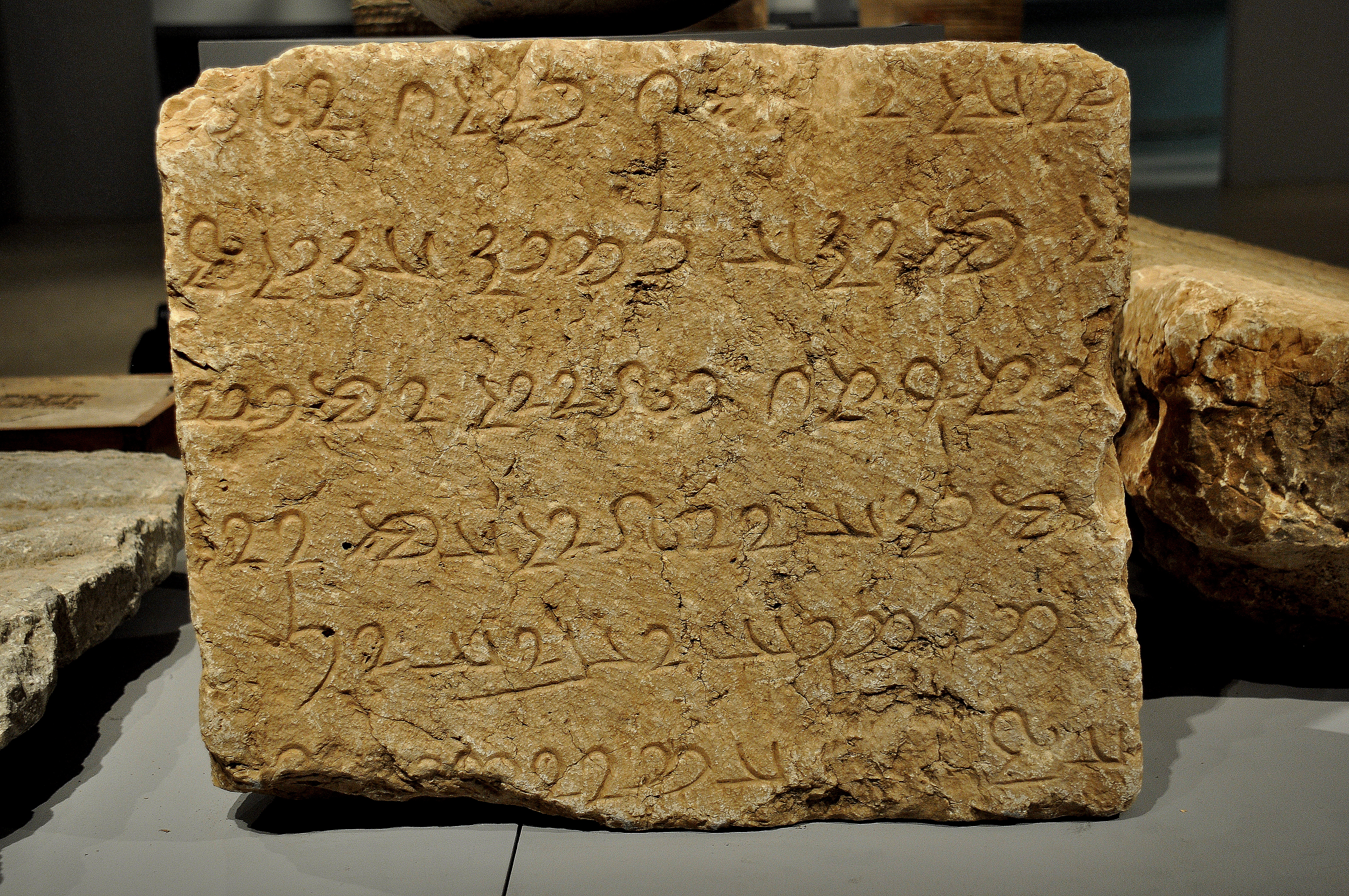
سنگ‌نوشته فارسی میانه در پایکولی.

منطقه کنونی کردستان عراق در دوره‌های مختلف بخشی از شاهنشاهی ایران بوده و زبان فارسی در دوره‌های کهن‌تر خود به شکل پارسی باستان و فارسی میانه زبان رسمی این منطقه به‌شمار می‌آمده است. از نمونه‌های آن دوره می‌توان به سنگ‌نوشته پایکولی، در استان سلیمانیه اشاره کرد که متنی به فارسی میانه دارد.
از دوران گذشته ایرانیان نه تنها در ایران بلکه بسیاری از ساکنان شبه‌قاره هند و آسیای صغیر نیز به زبان فارسی و عربی آموزش دیده و تحصیل کرده‌اند.
در این میان، علما و شعرای کرد از همان ابتدا آثار خود را به فارسی نگاشتند و پس از جدا شدن کردستان از سرزمین اصلی خود یعنی ایران، هیچ‌گاه کردها با امپراتوری عثمانی و دولت‌های عرب بعد از آن‌ها به پیوند فرهنگی، ادبی، تاریخی، عرفانی و حتی اجتماعی نرسیدند، بلکه در میان شعرا و هنرمندان کرد، پرچمداران ادب فارسی شدند.
اختصاص بخشی از دیوان شاعرانی کردتبار همچون نالی، محوی، حاج قادر کویی و بسیاری دیگر به اشعار فارسی، خود نشانگر توجه، عنایت و عشق فضلا و علما و شاعران کرد ساکن کشور عراق و ترکیه و سوریه به زبان فارسی است.
همچنین اکثر مورخان کرد آثار خود را دربارهٔ تاریخ مناطق کردنشین و ایلات و طوایف و امیرنشینان کرد به زبان فارسی نگاشته‌اند، چنان‌که می‌توان به «شرفنامه» بدلیسی در دوره صفویه، «زبدةالتواریخ»، «تاریخ اردلان» در دوره قاجار و آثار مستوره اردلان اشاره کرد که به زبان فارسی بوده‌اند. همچنین قسمتی از کتاب‌هایی که در مکتب خانه‌های قدیمی و حوزه‌های علمیه کردستان عراق تدریس می‌شد به زبان فارسی بودند و تمامی فارغ التحصیلان این مراکز آشنایی کاملی با زبان فارسی داشتند.
در دوره جدید، زبان ادبی کردستان عراق تا سال ۱۹۲۰ فارسی و زبان اداری حکومتی آن ترکی عثمانی بود. زبان نوشتاری سورانی که با خط فارسی-عربی و با علاماتی اضافه‌شده نوشته می‌شود در سال‌های ۱۹۱۹ و ۱۹۲۰ با بخشنامه‌ای توسط حکومت بریتانیا که بر منطقه مستقر شده‌بود و با قصد ایجاد چنددستگی در کشور عراق و منطقه ایجاد شد.
رشید یاسمی در کتاب «کردان و تعلق قومی و تاریخی آنان»، ص۱۳۵، دربارهٔ این تحولات می‌نویسد: «در زندگی معاملاتی و سیاسی سلیمانیه عراق زبان فارسی بکار می‌رفت و تا سال ۱۹۲۱ میلادی، تدریس در مدرسه‌های این شهر به زبان فارسی بود. بعد هم که تدریس فارسی از مدارس برچیده شد کردها همچنان آثار سعدی، حافظ، نظامی، جامی و عطار را می‌خواندند و آموزش فارسی از روی نان و حلوای شیخ بهایی صورت می‌گرفت».
آشنایی با زبان فارسی گفتاری هم به مرور از بیشتر نواحی شمال عراق رخت بربست بجز از ناحیه سلیمانیه. استان سلیمانیه که به مرز ایران نزدیک است و رادیو و تلویزیون ایران را دریافت می‌کند همیشه در حیطه رسانه‌های فارسی‌زبان قرار داشته و جوانان آن آوازهای پاپ ایرانی را از حفظ می‌خوانند. در زمان پیش از انقلاب آوازهای داریوش و گوگوش و در دوره پس از انقلاب آهنگ‌های معین در سراسر کردستان عراق از طرفداران زیادی برخوردار بوده است. امروزه ویدئوکلیپ‌های معین با زیرنویس کردی در اینترنت با اشتیاق دست به دست می‌گردد.

## امروزه
امروزه بسیاری از کردها در عراق و به خصوص اقشار تحصیل‌کرده با زبان فارسی آشنایی دارند یا توانایی سخن گفتن به فارسی را دارند که از آن جمله می‌توان جلال طالبانی رئیس‌جمهور سابق عراق را نام برد که از اقلیت کرد این کشور است. در دهه‌های اخیر علاقه به زبان فارسی به عنوان زبانی هم‌خانواده و نزدیک به زبان کردی در میان قشر تحصیل کرده کردستان عراق افزایش داشته است.
در جریان درگیری‌های بارزانی‌ها با حکومت عراق، ملا مصطفی بارزانی همراه با جمعی از بستگان و نزدیکانش، حدود ۴۰ هزار تن از پیشمرگان و شمار عظیمی از کردان عراق که رقم آنها را تا ۳۰۰ هزار تن هم برآورد کرده‌اند به ایران پناهنده شدند و گروهی از آنان در اردوگاهی نزدیک کرج اقامت یافتند.
بازگشت پناهندگان کُرد از ایران که بسیاری از آنان زاده و بزرگ‌شدهٔ ایران هستند و به زبان فارسی صحبت می‌کنند باعث رواج آشنایی با این زبان در بسیاری از مناطق کردستان عراق شده است. ازجمله با تمرکز این بازگشتگان که زبان اول کودکان آن‌ها نیز اکثراً فارسی است در شهر بزرگ سوران در استان اربیل این شهر هم‌اینک تبدیل به شهری با اکثریت فارسی‌زبان شده است و استفاده از زبان فارسی در ادارات و نهادهای دولتی این شهر رایج است.
پیش از سال ۱۹۹۱ زبان عربی تأثیر و نفوذ اساسی را در مطبوعات کردی عراق داشت بگونه‌ای که بیشتر منابع کردی سورانی را مطبوعات و انتشارات عربی تشکیل می‌دادند ولی از سال ۱۹۹۱ به این سو ارتباط میان ایران و کردستان عراق بسیار افزایش یافته و این باعث ایجاد تحولاتی در مطبوعات کردستان عراق شده است. هم‌اینک زبان فارسی نقش اصلی را به عنوان زبان فرهنگی مآخذ در منطقه شمال عراق به عهده گرفته است و بیشتر مطبوعات و نشریه‌های کردی در کردستان عراق برای مطالب خود بویژه در زمینه مسائل روشنفکری، فرهنگی و تاریخی از منابع فارسی استفاده می‌کنند.
دکتر امیر حسن‌پور استاد دانشگاه در دانشگاه تورنتوی کانادا در گفتگویی با بخش کردی صدای آمریکا دربارهٔ اوضاع فعلی زبان کردی بویژه در عراق چنین گفت:
«پیش از سال ۱۹۹۱ زبان عربی تأثیر و نفوذ اساسی را در مطبوعات کردی عراق داشت بگونه‌ای که بیشتر منابع کردی سورانی را مطبوعات و انتشارات عربی تشکیل می‌دادند ولی از سال ۱۹۹۱ به این سو شرایط فرق کرده است. از آن سال ارتباط میان ایران و کردستان عراق خیلی بیشتر شده و مرزها امروزه بسیار بازتر از سابق است. این باعث ایجاد تحولاتی در مطبوعات کردستان عراق شده است. زبان فارسی نقش اصلی را به عنوان زبان فرهنگی منطقه شمال عراق به عهده گرفته است و شاهد هستیم که بیشتر مطبوعات و نشریه‌های کردی در کردستان عراق برای مطالب خود از منابع فارسی استفاده می‌کنند بویژه در زمینه مسائل روشنفکری، فرهنگی و تاریخی».
در پی حضور زیاد بازرگانان ایرانی در کردستان عراق، در شهرهای مرزی این منطقه شماری از مغازه‌ها تابلوهای خود را به فارسی می‌نویسند. خواننده‌های موسیقی پاپ ایران ازجمله معین، داریوش، هایده، مهستی و شکیلا و نوازندگان و خوانندگان کرد ایرانی چون گروه کامکارها و شهرام ناظری در کردستان عراق از محبوب زیادی برخوردار هستند و شماری از این هنرمندان (هنرمندان زنده) برنامه‌های کنسرت متعددی در شهرهای کردستان عراق برگزار می‌کنند. و به‌طور کل در کردستان عراق فضای استقبال از زبان فارسی و نیز تولیدات فرهنگ ایران دیده می‌شود.
امروزه هم‌چنان پاپ‌خوان‌های ایرانی مقیم خارج از کشور مکرراً در کردستان عراق اجرای کنسرت می‌کنند. از پیشگامان این امر، جمشید بود که در سال ۲۰۰۷ برای اولین بار در شهر سلیمانیه به اجرای کنسرت پرداخت. بعد از او هم در ماه آوریل ۲۰۰۹ شهره و شهرام، ماه سپتامبر آن سال معین و جمشید، و پس از آن‌ها هم ابی و لیلا فروهر در اربیل کنسرتهایی برگزار نمودند و این نوع کنسرت‌ها ادامه یافت.
در ۳۱ خرداد سال ۹۱ عظیم حسینی، سرکنسول ایران در اربیل از تأسیس چندین مدرسه و مرکز آموزشی زبان فارسی مطابق با استانداردهای ایران در اقلیم کردستان خبر داد. عصمت محمد، وزیر آموزش و پرورش اقلیم کردستان عراق در دیدار با وی از این اقدام ایران استقبال کرد و آمادگی خود را برای حمایت از این پروژه اعلام کرد.

## رشته زبان فارسی در اربیل

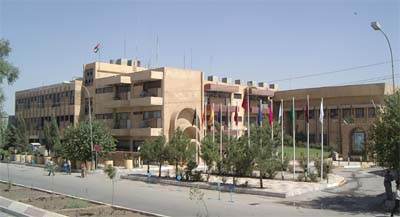
دانشگاه صلاح‌الدین اربیل رشته زبان و ادبیات فارسی دارد.

رشتهٔ زبان فارسی در دانشگاه صلاح‌الدین واقع در اربیل، از سال ۱۹۹۸ دایر شده است. در دانشگاه شهر کوی‌سنجق نیز زبان فارسی تدریس می‌شود. دانشگاه سلیمانیه نیز اقدامات برای راه‌اندازی کرسی زبان فارسی و ایران‌شناسی را در دست اجرا دارد.
به گفته «دکتر طلعت طاهر محمدعلی» -رئیس بخش زبان و ادبیات فارسی دانشگاه صلاح‌الدین شهر اربیل- این دانشگاه از سال ۱۹۸۸ «بدون هیچ‌گونه مساعدت و یاری موسسات آموزشی و گسترش زبان فارسی و دانشگاه‌های ایران، آغاز به پذیرش دانشجو کرد.»
وی در بهمن‌ماه سال ۹۱ اعضای هیئت علمی گروه زبان فارسی در دانشگاه را مشتمل بر ۱۱ استاد عنوان کرد و خبر داد که دو نفر از این اعضاء دارای مدرک دکترا هستند و ۹ نفر دیگر کارشناسی ارشد ادبیات و فارسی و ادبیات تطبیقی دارند.
وی تعداد دانشجویان زبان و ادبیات فارسی دانشگاه صلاح‌الدین را ۱۳۰ دانشجو عنوان کرد و گفت: اولین دوره فارغ التحصیلان این رشته ۲۶ نفر بودند که در سال ۲۰۰۱ و ۲۰۰۲ فارغ‌التحصیل شدند و تاکنون بالغ بر ۴۰۰ دانشجو ۱۰ دوره مدرک کارشناسی دریافت کرده‌اند و اولین گروه دانشجویان بورسیه این رشته نیز در مقطع کارشناسی ارشد سال ۲۰۰۷ وارد دانشگاه ارومیه ایران شدند و سال ۲۰۰۹ موفق به دریافت مدرک شدند.
طلعت طاهر همچنین از گذراندن ۴ واحد زبان و ادبیات فارسی در تمامی رشته‌های دیگر این دانشگاه خبر داد.
در تاریخ ۲۴ بهمن سال ۱۳۹۱ در دانشکده ادبیات فارسی دانشگاه تهران نشستی با نام «زبان فارسی، وضعیت کنونی و پیشینه استفاده از آن در کردستان عراق» برگزار شد که در آن «میرجلال‌الدین کزازی» استاد دانشگاه و «طلعت طاهر محمد» رئیس بخش ادبیات و زبان فارسی دانشگاه صلاح‌الدین اربیل و «محمدصدیق احمد جگرخون»؛ عضو نمایندگی اقلیم کردستان عراق در ایران سخنرانی داشتند.